# Фторид натрия
Фтори́д на́трия (фто́ристый на́трий) — неорганическое бинарное соединение натрия и фтора, с химической формулой NaF.
Белое кристаллическое вещество, растворимое в воде.

## Физические свойства
Фторид натрия — бесцветные кристаллы с кубической решеткой (a = 0,46344 нм, пространственная группа Fm3m, Z=4).
Трудно растворим в воде. Хорошо растворяется в безводной плавиковой кислоте. Кристаллогидратов не образует.

## Нахождение в природе
В природе существует в виде относительно редкого минерала виллиомита: карминово-красные, темно-вишневые, изредка бесцветные кристаллы, содержит NaF с незначительными примесями, месторождения в Северной Америке, Африке, Кольский полуостров.
Также NaF встречается в магматических породах, входит в состав в нефелинового сиенита.

## Получение
В промышленности фторид натрия получают щелочным гидролизом гексафторсиликатов:
{\displaystyle {\mathsf {Na_{2}SiF_{6}+4NaOH\longrightarrow 6NaF+SiO_{2}+2H_{2}O}}}
при избытке щелочи
{\displaystyle {\mathsf {Na_{2}SiF_{6}+8NaOH\longrightarrow 6NaF+Na_{4}SiO_{4}+4H_{2}O}}}
Мировое производство фторида натрия оценивается в ~10 тыс. т.
Непосредственным взаимодействием щелочи и кислоты:
{\displaystyle {\mathsf {NaOH+HF\longrightarrow NaF+H_{2}O}}}
Плавиковая кислота разрушает соли более слабых кислот:
{\displaystyle {\mathsf {Na_{2}CO_{3}+2HF\longrightarrow 2NaF+CO_{2}\uparrow +H_{2}O}}}
Также гидроксид натрия может разрушать соли летучих оснований:
{\displaystyle {\mathsf {NaOH+NH_{4}F\longrightarrow NaF+NH_{3}\uparrow +H_{2}O}}}
Разложение дифторгидрата натрия при температуре ~350 °C:
{\displaystyle {\mathsf {Na(HF_{2}){\xrightarrow {270-400^{o}C}}NaF+HF}}}
Нагрев до температуры 1100 °C гептафторониобата калия с натрием:
{\displaystyle {\mathsf {K_{2}[NbF_{7}]+5Na{\xrightarrow {1100^{o}C}}Nb+2KF+5NaF}}}
позволяет получить чистый ниобий, фторид калия и фторид натрия.

## Химические свойства
В растворах фторид натрия подвергается гидролизу по аниону:
{\displaystyle {\mathsf {NaF+4H_{2}O{\xrightarrow {}}[Na(H_{2}O)_{4}]^{+}+F^{-}}}}
{\displaystyle {\mathsf {F^{-}+H_{2}O\rightleftarrows HF+OH^{-}}}}
Степень гидролиза невелика, так как константа последней реакции pK = 10,8.
Присоединяет HF с образованием дифторгидрата натрия:
{\displaystyle {\mathsf {NaF+HF{\xrightarrow {}}Na(HF_{2})}}}
При избытке HF образуются высшие гидрофториды натрия:
{\displaystyle {\mathsf {NaF+nHF{\xrightarrow {}}Na[F(HF)_{n}]\downarrow }}}
известны соединения для n = 1÷4.
Сильные нелетучие кислоты разрушают фторид натрия:
{\displaystyle {\mathsf {2NaF+H_{2}SO_{4}{\xrightarrow {>100^{o}C}}Na_{2}SO_{4}+2HF\uparrow }}}
Насыщенный гидроксид лития благодаря плохой растворимости фторида лития разрушает фторид натрия:
{\displaystyle {\mathsf {NaF+LiOH{\xrightarrow {}}NaOH+LiF\downarrow }}}
Образовывает гексафторсиликаты и гексафторалюминаты:
{\displaystyle {\mathsf {2NaF+H_{2}[SiF_{6}]{\xrightarrow {}}Na_{2}[SiF_{6}]\downarrow +2HF}}}
{\displaystyle {\mathsf {3NaF+AlF_{3}{\xrightarrow {}}Na_{3}[AlF_{6}]\downarrow }}}
Расплав фторида натрия является электролитом, следовательно его можно разложить электролизом на элементы:
{\displaystyle {\mathsf {2NaF{\xrightarrow {\ e^{-}}}2Na\downarrow +F_{2}\uparrow }}}

## Использование

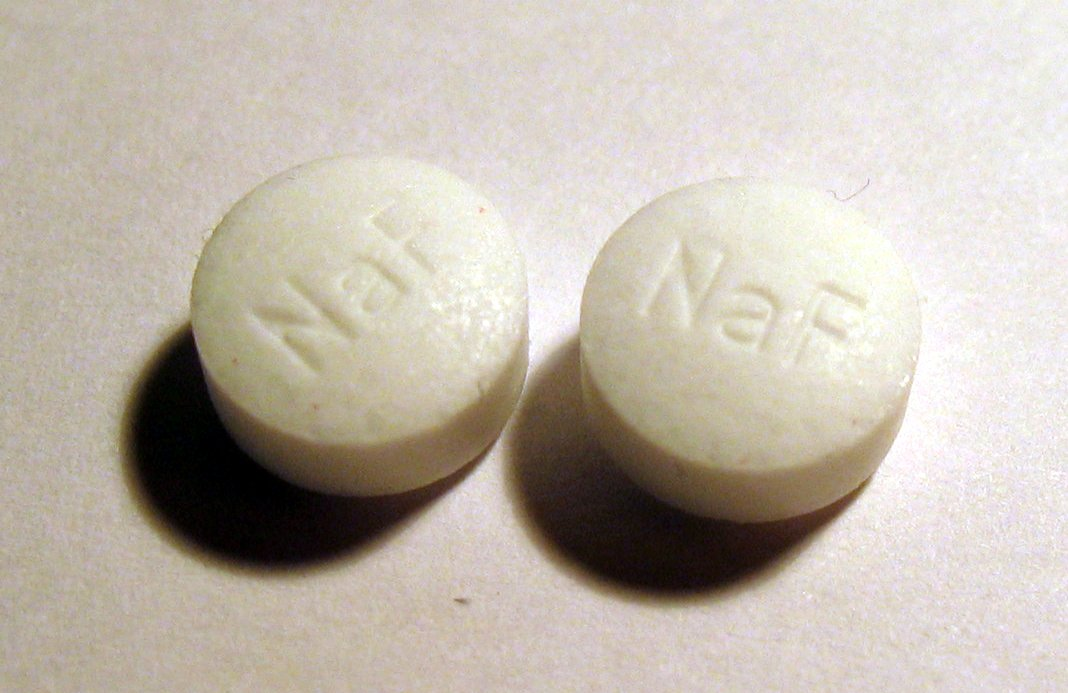
Таблетки, содержащие фторид натрия (натриум флуоратум)

Фторид натрия и образующийся из него фторапатит используются для укрепления зубной эмали, которая и сама содержит фторапатит. Кроме добавления фтора в зубные пасты, производится фторирование питьевой воды. Зубная паста часто содержит фторид натрия, который необходим для предотвращения кариеса. Кроме того, фторид натрия используется как моющее средство. Используется в различных отраслях химической промышленности — при синтезе и в металлургии. Фторид натрия является реагентом при синтезе фреонов.
Натрия фторид используется для сохранения образцов тканей в биохимии и лекарственных тестирований; ионы фтора останавливают гликолиз. Натрия фторид часто используется вместе с иодоуксусной кислотой, которая ингибирует создание фермента альдолазы.
Натрия фторид используют как компонент составов для очистки и алитирования металлов, флюсов для сварки, пайки и переплавки металлов, стекол, эмалей, керамики, огнеупоров, как компонент кислотоупорного цемента, термостойких смазок, составов для травления стекол, твердых электролитов, как консервант древесины, инсектицид, сорбент для поглощения UF6 из газовых потоков, реагент при получении фторуглеводородов, как компонент специальных сортов бумаги, как ингибитор брожения, компонент огнезащитных составов и средств пожаротушения.
Также имелись данные, что фторид натрия использовался в пищепроме, однако его применение в этой сфере ограничили из-за токсичности (токсичность обусловлена фторидом).

## Физиологическое значение
Фторид натрия относится к потенциально-опасным веществам для человека и млекопитающих. Он классифицируется как токсичное вещество при ингаляции (например, через пыль) или при приеме пищи в высоких дозах. Как было показано, при достаточно высоких дозах влияет на сердечно-сосудистую систему; смертельная доза для человека при весе 70 кг оценивается в 5—10 г. В больших дозах, когда нужно использовать фторид натрия для лечения остеопороза, может вызвать боль в ногах и перепады в артериальном давлении, когда дозы слишком высоки, то происходит раздражение желудка, иногда такое сильное, что это может вызвать язву. В микроскопических количествах фтористый натрий NaF используется для фторирования воды. При большой концентрации фтора (или при частом употреблении продуктов, жидкостей и тому подобных продуктов, содержащих фтор) может вызвать флюороз зубов, который может привести к потере зубов.
ПДК в воздухе рабочей зоны: 1 мг/м³ (максимальная разовая), 0,2 мг/м³ (средняя сменная) в пересчёте на фторид-ионы.
Натрия фторид относится ко II классу токсичности согласно ГОСТ 12.1.007-76.